# Jan Liwacz

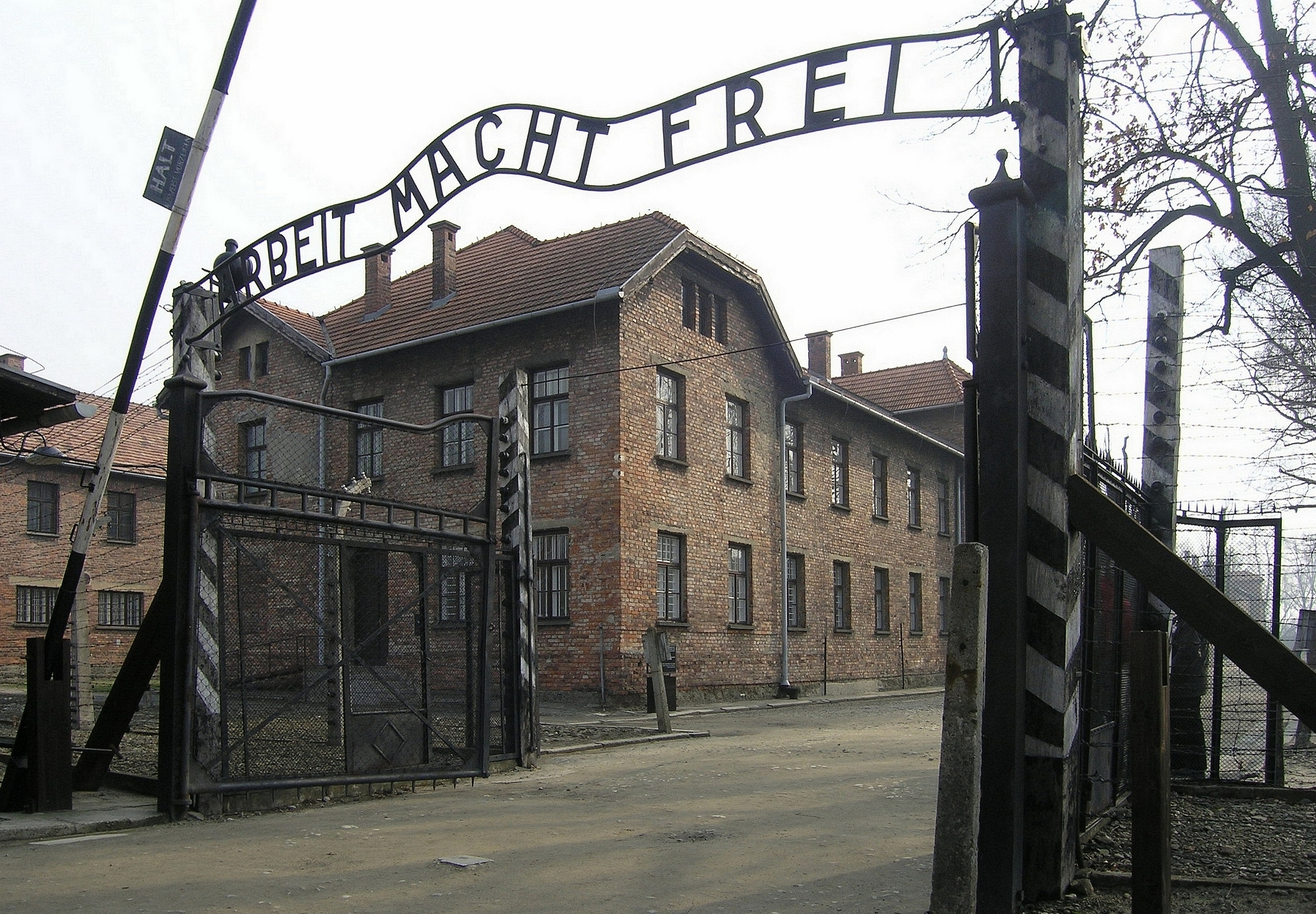
L'entrada a Auschwitz I amb les paraules «Arbeit macht frei».

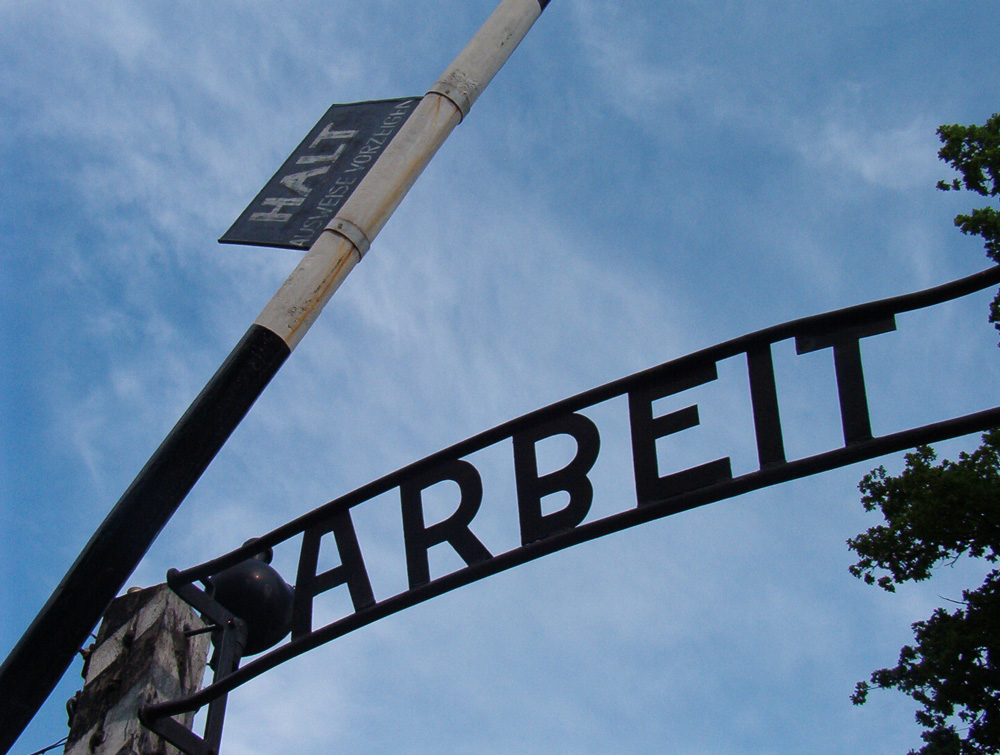
Frase amb una B cap per avall a Auschwitz I

Jan Liwacz (Dukla, 4 d'octubre de 1898 - Bystrzyca Kłodzka, 22 d'abril de 1980) va ser un ferrer polonès, supervivent del camp de concentració d'Auschwitz I.

## Captivitat
Liwacz va ser detingut el 16 d'octubre de 1939 a Bukowsko i després de diverses estades a la presó de Sanok, Krosno, Cracòvia i Nowy Wiśnicz, el 20 el juny de 1940 va ser deportat al camp de concentració d'Auschwitz I. A Auschwitz va treballar com a serraller fent baranes, reixes, canelobres i signes del zodíac. Al campament principal es va dedicar a les obres de forja de la porta d'entrada. La lletra B cap per avall del cínic eslògan «Arbeit macht frei» ('El treball et fa lliure'), amb la protuberància més petita apuntant cap avall, s'entén com una acció de protesta.
Diverses vegades va estar uns dies en aïllament al búnquer del bloc número 11, del qual va sobreviure (del 8 de juny de 1942 al 30 de març de 1943). El desembre de 1944 va ser traslladat al camp de concentració de Mauthausen. Al subcamp d'Ebensee d'aquell camp de concentració, va ser alliberat el 6 de maig de 1945. Després de la guerra va treballar a Bystrzyca Kłodzka com a ferrer.
El desembre de 2009, la lletra va patir desperfectes després de ser robada per delinqüents. Els autors van ser capturats ràpidament i la lletra es va restaurar.